# Louis-Joseph de Renesse
Louis Joseph Jean Anne Philippe Victor Rudolphe de Renesse ('s Herenelderen, 1 mei 1797 - Brussel, 28 maart 1863) was een Belgisch senator en burgemeester.

## Levensloop
Graaf Louis Joseph de Renesse was de oudste van de acht kinderen van graaf Clément de Renesse (1776-1833) en van barones Cunegonde Schütz von Holtzhausen (1771-1836). Zijn vader was lid van het Nationaal Congres. Andere familieleden waren volksvertegenwoordiger Maximilien de Renesse, zijn broer, senator Ludolphe de Renesse, zijn zoon, de senatoren Guillaume Georges François de Borchgrave d'Altena en François de Stockhem de Kermt, zijn ooms.
Hij trouwde in 1822 met barones Antoinette de Stockhem (1798-1868). Ze kregen zes kinderen die zorgden voor het nageslacht, dat zich uitstrekt tot heden.
Hij studeerde aan de militaire academie van La Flèche en doorliep een militaire carrière als officier in de legers van het Franse keizerrijk en van het Verenigd Koninkrijk der Nederlanden. Zoals zijn vader sloot hij zich aan bij de opstandelingen van de Belgische Revolutie.
In 1837 werd hij verkozen tot liberaal senator voor het arrondissement Borgworm en vervulde dit mandaat tot in 1848. Hij stelde zich vervolgens kandidaat in het arrondissement Tongeren-Maaseik en vertegenwoordigde het in de senaat van 1848 tot aan zijn dood.
Hij werd ook burgemeester van 's Herenelderen en bekleedde dit ambt van 1840 tot aan zijn dood.
Zoals zijn vader had hij wetenschappelijke belangstellingen. Hij was lid van:
- de Heraldische raad (van 1859 tot aan zijn dood),
- de Belgische Vereniging van Numismaten,
- het Luiks Archeologisch Instituut,
- de Wetenschappelijke en Literaire vereniging van Limburg.